# الريان (قطر)

موقع بلدية الريان
وتبلغ مساحة بلدية الريان 5900 كم مربع

بلدية الريان أو الريان هي إحدى بلديات قطر السبع والتي تتبع وزارة البلدية والتخطيط العمراني، تقع في جنوب غرب العاصمة القطرية الدوحة.
تضم البلدية مدينة الريان التي تعتبر ثاني أكبر المدن في قطر حيث تبلغ مساحتها 190 كم وأيضاً إحدى ضواحي مدينة الدوحة عاصمة دولة قطر ومع النهضة العمرانية التي تشهدها دولة قطر. تحولت من منطقسكنية تسكنها الأسر القطرية إلى منطقة تضم مشاريع حيوية مثل المدينة التعليمية وغيرها وذلك لما تتمتع به منطقة الريان من قرب المسافة لمدينة الدوحة، كما توجد عدة مناطق تابعة لمدينة الريان متمثلة في بلدية الريان وهذه المناطق هي : (معيذر، المعراض، أبو سدرة، المناصير، الوجبة، الشحانية، الناصرية، السيلية، الغرافة)
تتبع للبلدية خمسة مكاتب فرعية هي :
1. مكتب بلدية الغرافة
2. مكتب بلدية الجميلية ودخان
3. مكتب بلدية جريان البطنة وأبو سمرة
4. مكتب بلدية النصرانية
5. مكتب بلدية الشحانية

وقد تم إصدار قرار أميري في سنة (2009) لتنظيم الهياكل الإدارية لجميع البلديات لتتضمن أربع إدارات في كل بلدية وهي :
1. إدارة الشؤون العامة
2. إدارة الشؤون الفنية
3. إدارة شؤون الخدمات
4. إدارة الرقابة البلدية

## مكتب بلدية جريان البطنة وأبوسمره
مكتب بلدية جريان البطنة وأبو سمره هو مكتب خارجي يتبع لبلدية الريان ويقوم بخدمة المواطنين القاطنين في منطقة جريان البطنة وأبو سمره وجميع المناطق التي تقع على الطريق الواصل بين المنطقتين.
الأندية التي تلعب في بلدية الريان :
1. نادي الريان
2. نادي الغرافة
3. نادي الشحانية
4. نادي معيذر
5. نادي السيلية

## تاريخ الريان
كان في فترة ما مقر الحكم وكان يوجد به مجلس الحاكم وكانت تعقد به الاجتماعات والمقابلات مع حاكم قطر في ذلك الوقت. وقد أسّس مدينة الريان
الشيخ/حسن بن عبد الله بن قاسم بن محمد آل ثاني وهي قريبة من مدينة الوجبة الشهيرة حيث جرت فيها معركة كبيرة بين أبناء قطر والجيش التركي
وقد اشتهرت مدينة الريان بآبار المياه الحلوة والمزارع المنتشرة.

## النشاط التجاري في الريان
يوجد في الريان والمناطق التابعة لها عدد من المجمعات التجارية الكبرى، إضافة إلى شوارع تجارية تضم محلات تجارية متعددة النشاطات، وتسهم هذه المجمعات والمحلات التجارية في تخفيف الضغط على العاصمة الدوحة وتغني الكثيرين عن الذهاب إلى الدوحة.

## أعلام
- ماهر يوسف باكور
- عبد الله عفيفة
- خليفة بن حمد آل ثاني
- جار الله المري
- احمد سالم اليافعي